# Apple IIGS

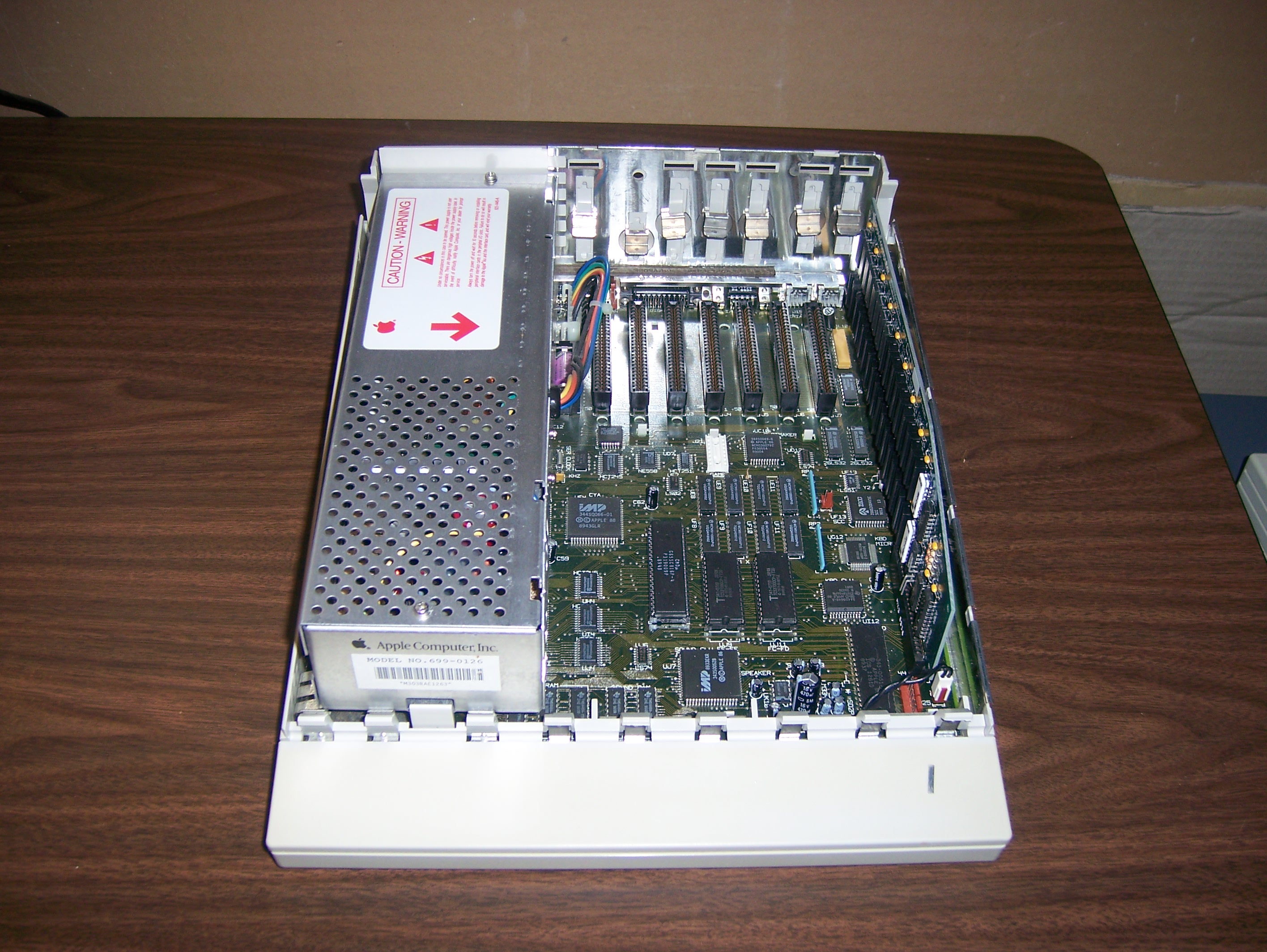
Interno di un Apple IIGS

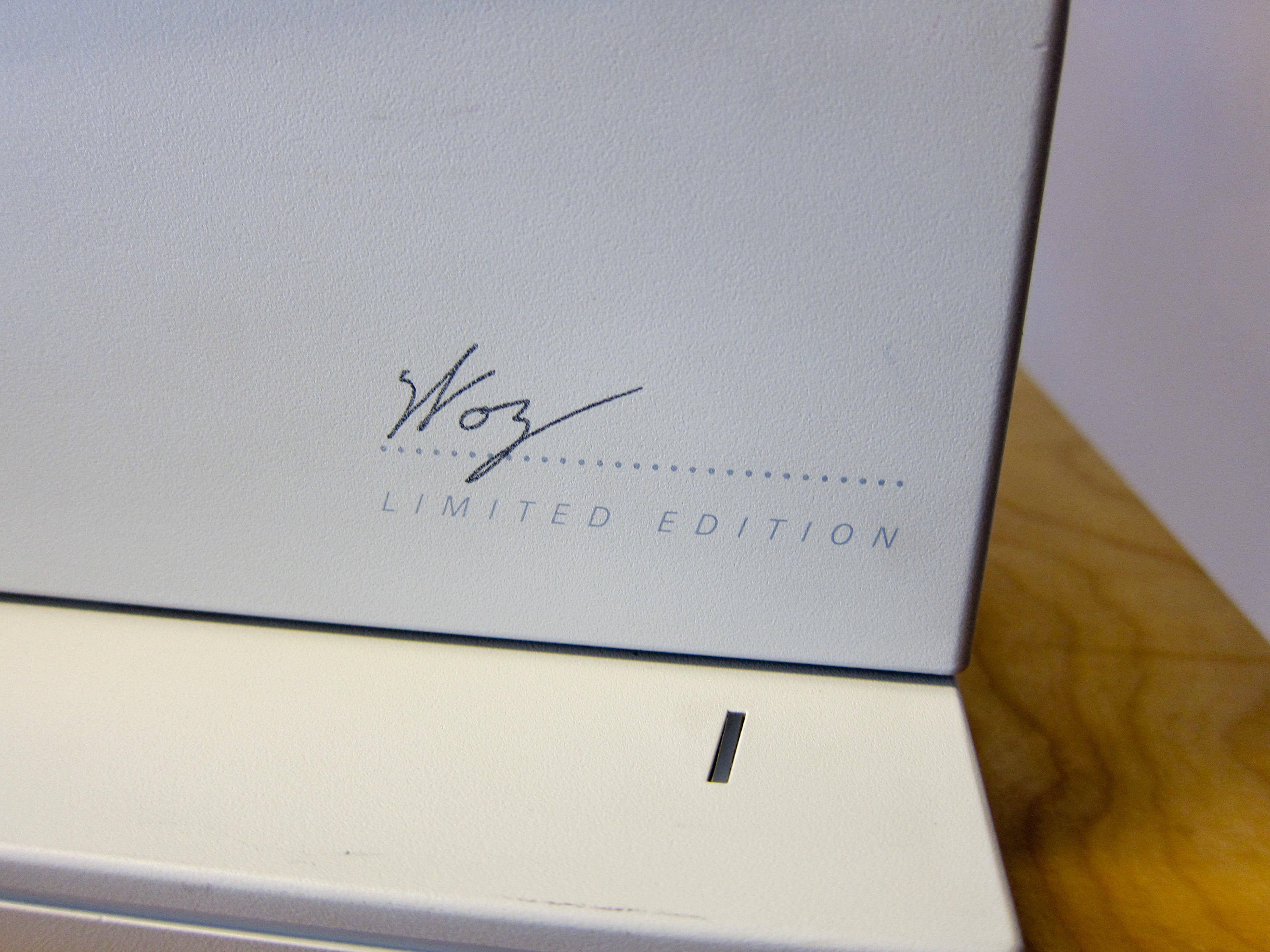
Uno dei primi 50.000 esemplari "Woz Limited Edition" di Apple IIGS

L'Apple IIGS è la quinta e più potente incarnazione della linea di home computer Apple II della Apple. Introdotto nel 1986, si differenzia dai precedenti modelli per l'architettura a 16 bit, che permetteva di ottenere grafica e sonoro di qualità superiore rispetto alla maggior parte dei sistemi in commercio, compreso il Macintosh della stessa Apple. Si tratta del primo computer prodotto da Apple a possedere una interfaccia grafica a colori. Si tratta inoltre del primo sistema che veniva venduto con un chip in grado di ottenere audio digitalizzato tramite wavetable. Si poneva come un concorrente, più costoso, di Amiga e Atari ST. Il suo successo tuttavia fu inferiore e limitato perlopiù al Nordamerica.

## Sviluppo
A metà degli anni ottanta i produttori di computer iniziarono a mettere in commercio delle macchine basate sulle nuove CPU a 16 bit che erano da poco comparse sul mercato: il Commodore Amiga, l'Atari ST e il Macintosh 128K della stessa Apple. L'Apple II, nonostante il suo successo, mostrava ormai tutti i limiti di un progetto del 1978 basato su una CPU a 8 bit del 1975, il MOS 6502. Anche le migliori capacità dell'Apple IIc, presentato nel 1984, non appagavano gli utenti Apple perché, nonostante le superiori capacità grafiche rispetto alle versioni precedenti, era sempre un computer a 8 bit.
A metà del 1983 Steve Wozniak, cofondatore di Apple e progettista del primo Apple II, ritornò a lavorare in azienda dopo un periodo di pausa che si era preso in seguito a un incidente aereo che gli era occorso nel 1981. Wozniak trovò gli ingegneri Apple al lavoro sul progetto Apple IIx, una evoluzione dell'Apple II che avrebbe dovuto utilizzare il 65816 di Western Design Center, una nuova CPU a 16 bit capace però di emulare via software il 6502: la cosa lo interessò così tanto che decise di dare il suo contributo allo sviluppo del nuovo computer. Questa nuova CPU era stata scelta perché grazie all'emulazione il processore poteva far girare tutto il codice scritto per il processore 6502, permettendo così al nuovo computer di poter eseguire i programmi sviluppati per gli Apple II a 8 bit senza dover utilizzare un processore aggiuntivo. Ci furono però dei problemi nel periodo iniziale di sviluppo perché i primi campioni delle nuove CPU, attesi per la fine del 1983, non arrivarono in Apple che agli inizi del 1984, e per di più non erano neanche funzionanti. In attesa dei campioni funzionanti, per proseguire nello sviluppo fu proposto di realizzare un sistema biprocessore: fu pensato quindi di riutilizzare la stessa CPU dell'Apple II e di montare una scheda con una CPU a 16 bit addizionale, il Motorola 68000 già usato da Apple per il Macintosh, alla stregua di quanto fatto già in passato con la Microsoft SoftCard, una scheda che alloggiava uno Zilog Z80 grazie a cui l'Apple II poteva far girare il software dei sistemi CP/M. Avere però un 68000 a bordo avrebbe non solo collocato il computer allo stesso livello del Macintosh ma gli avrebbe anche permesso, almeno in teoria, di poter eseguire il software di questo computer: siccome la dirigenza Apple non voleva che il nuovo computer potesse intaccare le vendite del Macintosh, questa idea fu rigettata. Alla fine lo sviluppo del progetto IIx iniziò ad avanzare così lentamente che nella prima metà del 1984 fu deciso di annullarlo del tutto.
Alcuni ingegneri che avevano lavorato al progetto IIx furono riassegnati al gruppo di sviluppo dell'Apple II e fu loro dato il compito di trovare un modo per ridurre il costo di produzione dell'attuale modello. Essi riuscirono a realizzare un chip in cui integrarono quasi tutta la circuiteria dell'Apple II, che chiamarono Mega II. Questo fatto, insieme all'ottimo riscontro commerciale che ebbe inizialmente l'Apple IIc, che indicava chiaramente quanto interesse ci fosse ancora dietro a questo computer, fece prendere alla dirigenza Apple, alla fine dell'estate del 1984, la decisione di riavviare lo sviluppo dell'Apple II a 16 bit. Furono stabiliti alcuni punti fermi: il computer avrebbe dovuto essere capace di eseguire il software degli Apple IIe e IIc ma avrebbe dovuto essere anche molto più potente dell'attuale modello a 8 bit, con più memoria, più velocità, capacità grafiche superiori e audio di qualità.
Wozniak, nel tracciare le linee guida del nuovo progetto, stabilì che la macchina non avrebbe dovuto essere un sistema a due processori come era stato a un certo punto pensato durante lo sviluppo dell'Apple IIx ma decise per l'uso del solo 65816, che era finalmente disponibile. Per aumentare la compatibilità del nuovo computer con il software dei precedenti modelli decise che i primi 128 kB di RAM sarebbero stati di un tipo più lento, così da permettere al sistema emulato di girare come fosse stato un vero Apple II a 8 bit. La restante RAM fu scelta invece di un tipo più veloce per far girare i programmi eseguiti in modalità a 16 bit molto più rapido. Per il comparto grafico fu scelto di espandere solo la risoluzione orizzontale, portandola a 320/640 pixel (a seconda della modalità grafica), e fissando quella verticale a 200 pixel perché aumentarla oltre questo valore avrebbe comportato per l'utente l'obbligo di utilizzare particolari monitor molto costosi, facendo lievitare il prezzo finale di un sistema completo. Oltre a queste nuove modalità, il chip grafico manteneva la compatibilità con le modalità grafiche dei precedenti modelli. Per il comparto audio fu scelto di integrare un sintetizzatore audio della Ensoniq a 16 voci (anche se erano disponibili solo 15 perché un canale era utilizzato dal sistema per il "beep"), dotato di 64 kB di RAM dedicata all'immagazzinamento dei dati audio.
Il computer debuttò nel mese di settembre del 1986 e un sorridente Steve Wozniak apparve in foto sulla copertina del numero di ottobre della rivista inCider, che dedicava uno speciale al nuovo Apple IIGS, sovrastato dalla scritta «It's amazing» (È fantastico).
Il computer debuttò nel decimo anniversario della nascita della società: per ricordare questo evento e per puntualizzare che lo sviluppo del computer era stato seguito anche da Steve Wozniak, i primi 50.000 esemplari del computer messi in commercio riportavano la sigla "Woz" (l'abbreviativo di Wozniak) e la dicitura "limited edition" costituendo quindi una edizione limitata, anche se l'assoluta equivalenza a livello hardware tra questi modelli e i successivi, l'elevato numero di esemplari prodotti e il fatto che il pannello fosse rimovibile e montabile su un altro computer in pratica livellano il valore collezionistico di questi computer con quello dei modelli standard.
Il successo del IIGS fu limitato e non si avvicinò ai livelli dell'Amiga e dell'Atari ST.
Nei primi anni '90 divenne evidente che la Apple avrebbe puntato solo sui Macintosh. Il Macintosh II (1987) introdusse buone capacità grafiche a colori, ma era ancora molto più costoso dell'Apple IIGS, mentre con il Macintosh LC (ottobre 1990) la Apple abbatté anche i prezzi e puntò al mercato educativo e casalingo, iniziando quindi a rimpiazzare il IIGS. La produzione del IIGS cessò nel 1992, quando la Apple fuse il proprio reparto Apple II con la propria divisione di supporto ai sistemi obsoleti. Il suo predecessore, l'Apple IIe, finì per sopravvivere commercialmente più a lungo del IIGS.

## Caratteristiche
Queste le caratteristiche tecniche principali dell'Apple IIGS:
- CPU: 
  - WDC 65C816
  - Frequenza di funzionamento: 2,8 MHz
- RAM:
  - 256 KB espandibili fino a 8 MB (limite massimo indirizzabile dal computer)
- ROM:
  - 128/256 kB a seconda delle versioni
- Video:
  - processore video proprietario denominato Video Graphics Chip (VGC) capace di diverse modalità video:
    - modalità grafiche di 320×200 o 640×200 pixel
    - modalità testo a 40 o 80 colonne
- Audio:
  - sintetizzatore Ensoniq integrato capace di 16 voci separate (di 1 cui riservata al "beep" di sistema) con 64 kB di RAM dedicata per l'immagazzinamento dei dati audio;
- Porte di espansione:
  - 7 porte di espansione interne;
  - porta per espansione di memoria;
  - 2 porte RS422c per modem e stampante;
  - porta RGB analogica;
  - 2 porte Apple Desktop Bus per mouse e tastiera;
  - uscita video composito;
  - joystick;
  - uscita audio;
  - 2 porte per unità a dischi;
  - porta di rete AppleTalk;
- Memorie di massa:
  - supporto integrato per unità a dischi da 3,5 (unità di Sony da 800 kB) e 5,25 pollici (unità Disk II);
  - possibilità di utilizzare un disco rigido (max. 32 MB di capacità);
- Sistema operativo:
  - ProDOS 16
  - GS/OS
- Prezzi di vendita al lancio:
  - solo computer: 999 dollari;
  - monitor a colori: 499 dollari;
  - monitor monocromatico: 129 dollari;
  - unità per dischi da 3,5": 399 dollari;
  - unità per dischi da 5,25": 299 dollari;
  - disco rigido da 20 MB: 1.299 dollari;

### CPU
Come detto, il sistema sfrutta un microprocessore a 16 bit della Western Design Center, il 65816, funzionante a 2,8 MHz. La retrocompatibilità dell'Apple IIGS con il software dei suoi predecessori a 8 bit è garantita grazie alla presenza di un chip appositamente creato per questa funzione, chiamato Mega II, che integra tutta la logica dei classici Apple II tranne la CPU 6502: questa è emulata direttamente dal 65816 grazie a una particolare modalità di funzionamento a 8 bit attivabile via software. Dal pannello di controllo del sistema operativo è possibile selezionare anche un clock della CPU di 1 MHz, in modo da rendere l'emulazione a 8 bit perfettamente identica ai computer originali.

### Memoria
Il 65816 può indirizzare fino a 16 MB ma per il IIGS è stato deciso di supportare solo 8 MB di RAM (e 1 MB di ROM). Alcuni produttori di schede di memoria hanno nel tempo prodotto anche espansioni da 12 MB ma per utilizzare la memoria oltre gli 8 MB si rende necessario applicare delle patch al sistema operativo. La ROM del computer contiene un insieme di funzioni (ad esempio quella per la pulizia dello schermo) detto "toolbox". Il toolbox è residente in ROM ma il sistema operativo è stato concepito per poter essere aggiornato anche tramite patch da caricare dal disco insieme a versioni più recenti del sistema operativo. Oltre al toolbox, in ROM sono presenti anche l'Applesoft BASIC, richiesto per mantenere la retrocompatibilità con i modelli a 8 bit, e le routine per la gestione del mouse. La prima revisione della ROM è indicata come "00" ed è grande 128 kB (contro i 64 kB inizialmente previsti); nel mese di settembre del 1987 è stata distribuita la seconda versione, indicata come "01", che offre la correzione di alcuni bug e un nuovo chip grafico per cui l'esecuzione dei programmi avviene in maniera più veloce. Questa versione è disponibile anche come aggiornamento per i modelli con la ROM 00. Nel mese di agosto del 1989 è stata pubblicata la terza revisione della ROM, denominata "03": è stata installata sui nuovi modelli di Apple IIGS venduti ora con 1 MB di RAM di serie (contro i 256 kB delle precedenti versioni) ed è grande 256 kB perché al suo interno contiene anche parte del sistema operativo, che non deve essere più caricato dal disco al momento del boot. Questa ROM contiene migliorie al comparto audio ed esegue i programmi per il sistema operativo GS/OS in maniera più veloce.

### Grafica

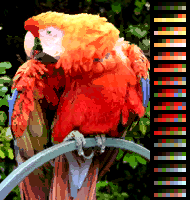
Esempio di immagine visualizzata a 320×200 pixel con 16 tavolozze da 16 colori l'una

L'Apple IIGS, grazie al Video Graphics Chip (VGC), introduce nuove modalità grafiche dette super hi-res con risoluzioni di 320×200 e 640×200 pixel. La tavolozza è stata allargata a 4.096 colori. Una caratteristica del nuovo chip grafico è quella di supportare, tramite interrupt agganciati alla linea di scansione del video, la divisione dello schermo in 2 aree con 2 distinte risoluzioni video, ossia una parte dello schermo può essere visualizzato a 640×200 pixel e un'altra a 320×200 pixel: questa modalità era usata da alcuni programmi grafici, in cui il menu era visualizzato a 640×200 pixel per usare una definizione delle icone più elevata e l'area di disegno a 320×200 per usare più colori. Queste sono le diverse risoluzioni grafiche supportate:
- 320×200 pixel con una singola tavolozza a 16 colori;
- 320×200 pixel con fino a 16 tavolozze di 16 colori ciascuna. Ognuna delle 200 linee orizzontali può essere assegnata a una delle tavolozze disponibili, permettendo così la visualizzazione in contemporanea di 256 colori differenti. Questa modalità è totalmente pilotata dal chip grafico VGC, senza l'ausilio della CPU: per questo motivo veniva utilizzata nella programmazione di videogiochi e animazioni;
- 320×200 pixel con fino a 200 tavolozze di 16 colori (1 tavolozza per ogni riga). In questa modalità la CPU "aiuta" il VGC a modificare le tavolozze contenute nella memoria video; con questo sistema si possono ottenere fino a 3.200 colori sullo schermo. Ma per l'uso intensivo di memoria e processore veniva utilizzato solo nella visualizzazione di grafica statica o nei programmi di fotoritocco;
- 320×200 pixel con tavolozza di 15 colori, più un colore di "riempimento". Con questa modalità si ottiene grafica in movimento molto veloce.
- 640×200 pixel con 4 colori. Questa modalità è limitata alla visualizzazione del logo dell'Apple e per la barra del menu nel desktop.
- 640×200 pixel con 16 colori, ottenuti tramite dithering. In questa modalità, 2 tavolozze di 4 colori ciascuna possono essere utilizzate su colonne alternate, in modo da ottenere 16 colori su schermo. Questa modalità era utilizzata nel caso il programma richiedesse un particolare dettaglio grafico, come nella videoscrittura.

Oltre a queste l'Apple IIGS supporta anche le modalità grafiche dell'Apple IIe e quelle dell'Apple IIc:
- modalità testuale:
  - 40×24 e 80×24 caratteri; ogni carattere è formato da una matrice di 7×8 pixel. La modalità testuale è monocromatica: il colore dello sfondo e del bordo possono essere impostati su colori differenti. Questa modalità era usata pochissimo, dato che il sistema operativo GS/OS offriva un ambiente grafico.
- modalità low-res: 40×48 pixel con 16 colori;
- modalità double low-res: 80×48 pixel con 16 colori;
- modalità hi-res: 280×192 pixel con 6 colori;
- modalità double hi-res: 560×192 pixel con 16 colori.

### Audio
Il computer contiene un sintetizzatore audio della Ensoniq compatibile con lo standard MIDI, capace di gestire 15 voci contemporaneamente e dotato di 64 kB di RAM dedicata. Queste capacità audio sono costate ad Apple una denuncia da parte di Apple Corps per aver infranto un precedente accordo fra le due società secondo cui Apple poteva usare il nome "Apple" per i propri computer a patto che non fossero in grado di creare musica. La disputa si concluse due anni dopo con un accordo privato fra le parti.

### Sistema operativo
Per poter sfruttare le nuove caratteristiche del computer, il sistema operativo ProDOS fu sottoposto a una revisione. Per non ritardare il debutto del computer fu deciso di non riscrivere completamente il vecchio ProDOS ma furono migliorati solo alcuni aspetti, come ad esempio aumentare la capacità massima dei dischi gestibile dal sistema oppure aumentare il numero di file aperti gestibili. Il risultato fu un sistema operativo denominato ProDOS 16, e il vecchio ProDOS fu rinominato ProDOS 8. Il ProDOS 16 non era in realtà un vero sistema operativo a 16 bit: esso era in pratica solo un programma che intercettava le chiamate di sistema a 16 bit e le convertiva nelle corrispondenti chiamate alle funzioni a 8 bit del sottostante sistema operativo ProDOS 8. All'avvio, il computer caricava il Launcher, una minimale interfaccia grafica monocromatica con la quale l'utente poteva scorrere fra i file delle unità a dischi connesse e lanciare il programma che gli necessitava. Il pacchetto software composto dal sistema operativo e dal Launcher fu denominato da Apple System Software 1.0 e fu distribuito con le prime versioni dell'Apple IIGS.
Nel mese di maggio del 1987 fu introdotto il System Software 2.0, che offriva l'Apple II Desktop, un ambiente desktop più evoluto, simile a quello del Macintosh. In realtà questo ambiente desktop non era stato scritto direttamente da Apple ma era il programma MouseDesk della francese International Solutions che questa aveva scritto per i precedenti modelli Apple II a 8 bit. Questa versione conteneva però diversi bug e non aveva tutte le caratteristiche presenti nelle versioni più recenti del MouseDesk per i computer a 8 bit. Nel mese di settembre del 1987 Apple presentò il System Software 3.1, in cui debuttava il Finder, un programma che si occupava di gestire non solo l'ambiente desktop ma anche l'accesso ai file, sostituendo sia il vecchio Launcher che l'Apple II Desktop. Nel mese di maggio del 1988 uscì il System Software 3.2 con il Finder 1.1 e con alcune migliorie al sistema per cui l'avvio e la stampa dei documenti risultavano molto più veloci.
Dopo 1 anno esatto debuttò il GS/OS, un nuovo sistema operativo riscritto da zero e completamente a 16 bit che offriva un notevole aumento delle prestazioni rispetto al precedente ProDOS 16. Il nuovo sistema fu distribuito con il System Software 4.0. Il GS/OS non era solo un sistema operativo per la gestione dei dischi ma dell'intero sistema, prendendosi in carico la gestione della tastiera, del mouse, dell'immagine visualizzata sullo schermo, dei modem, delle stampanti e di tutto il resto. In più il GS/OS introduceva il File System Translator (FST), un sistema mediante il quale il GS/OS poteva accedere virtualmente a qualunque disco formattato da qualunque computer, a patto che fosse disponibile l'appropriato driver. Un'altra semplificazione del GS/OS riguardava il modo di gestire i driver delle periferiche connesse, ossia i software usati dal computer per accedere ai dispositivi connessi: i driver dovevano semplicemente essere salvati in una particolare cartella denominata DRIVERS che il sistema, all'avvio, esaminava caricando tutti i file presenti in essa.
Il System Software 5.0 uscì nel mese di luglio del 1989. La maggior novità fu un aumento generalizzato della velocità di esecuzione dei programmi grazie a una riscrittura di diverse parti del sistema operativo. Anche la gestione delle unità a dischi fu migliorato: in combinazione con le nuove unità a dischi Apple 3.5 Drive, il caricamento dei programmi poteva svolgersi da 2 a 4 volte più velocemente. La nuova versione, il System Software 6.0 arrivò solo agli inizi del 1992: tra le novità, la possibilità di gestire i dischi formattati con l'HFS, il file system dei Macintosh.

## Software
La Apple tentò di limitare il software applicativo per Apple IIGS solo a quello per il mercato educativo e casalingo, così come tentò di evitare la produzione di videogiochi per Macintosh, in modo da tenere separati i segmenti di mercato delle due linee di computer. Ciononostante, un notevole programma di desktop publishing per Apple IIGS fu Timeworks Publish-It (gennaio 1988), allora noto sull'Atari ST come Timeworks DTP. Un buon titolo di grafica fu Deluxe Paint II, celebre nella versione Amiga. AppleWorks GS fu la prima suite da ufficio integrata, che ispirò in parte i successivi ClarisWorks e Microsoft Works. L'ambiente di sviluppo multimediale HyperCard della Apple uscì anche in versione GS.
Grazie all'emulazione hardware, il IIGS può inoltre eseguire nativamente con successo circa il 99% del software per i precedenti Apple II, spesso anche più velocemente che in originale.

### Videogiochi
L'Apple IIGS aveva ottime capacità come macchina da gioco. Uno dei titoli più amati fu Xenocide, inizialmente esclusivo del GS, uno sparatutto con notevole varietà di gameplay. Molte furono le conversioni di videogiochi celebri da altre piattaforme, tra i quali Arkanoid, The Bard's Tale, The Last Ninja, Rastan, Captain Blood, Hostages, The Immortal, Dungeon Master e Ancient Land of Ys (quest'ultimo notevole per essere un gioco di ruolo giapponese d'azione stile console, diversamente dai GdR occidentali celebri su Apple).
Nel complesso sono noti oltre 300 giochi commerciali pubblicati per Apple IIGS.

## Accoglienza
Sviluppato per contrastare l'Amiga 1000 e l'Atari ST, il computer fu messo in vendita a 999 dollari, prezzo che non includeva né il monitor né un'unità a dischi. Inizialmente le vendite andarono bene, superando al momento del lancio quelle dello stesso Macintosh, ma nel giro di poco tempo esse iniziarono a calare, facendo risultare il GS nel complesso un computer di scarso successo: ciò fu dovuto sia al suo prezzo, superiore a quello dei computer concorrenti, sia alle politiche aziendali della stessa Apple, che decise di promuovere e supportare scarsamente il computer, preferendogli il Macintosh. Il GS finì per essere surclassato nelle vendite sia da quest'ultimo sia dall'Amiga, che poteva essere acquistata a metà del suo prezzo.